# Philipp Konrad Marheineke

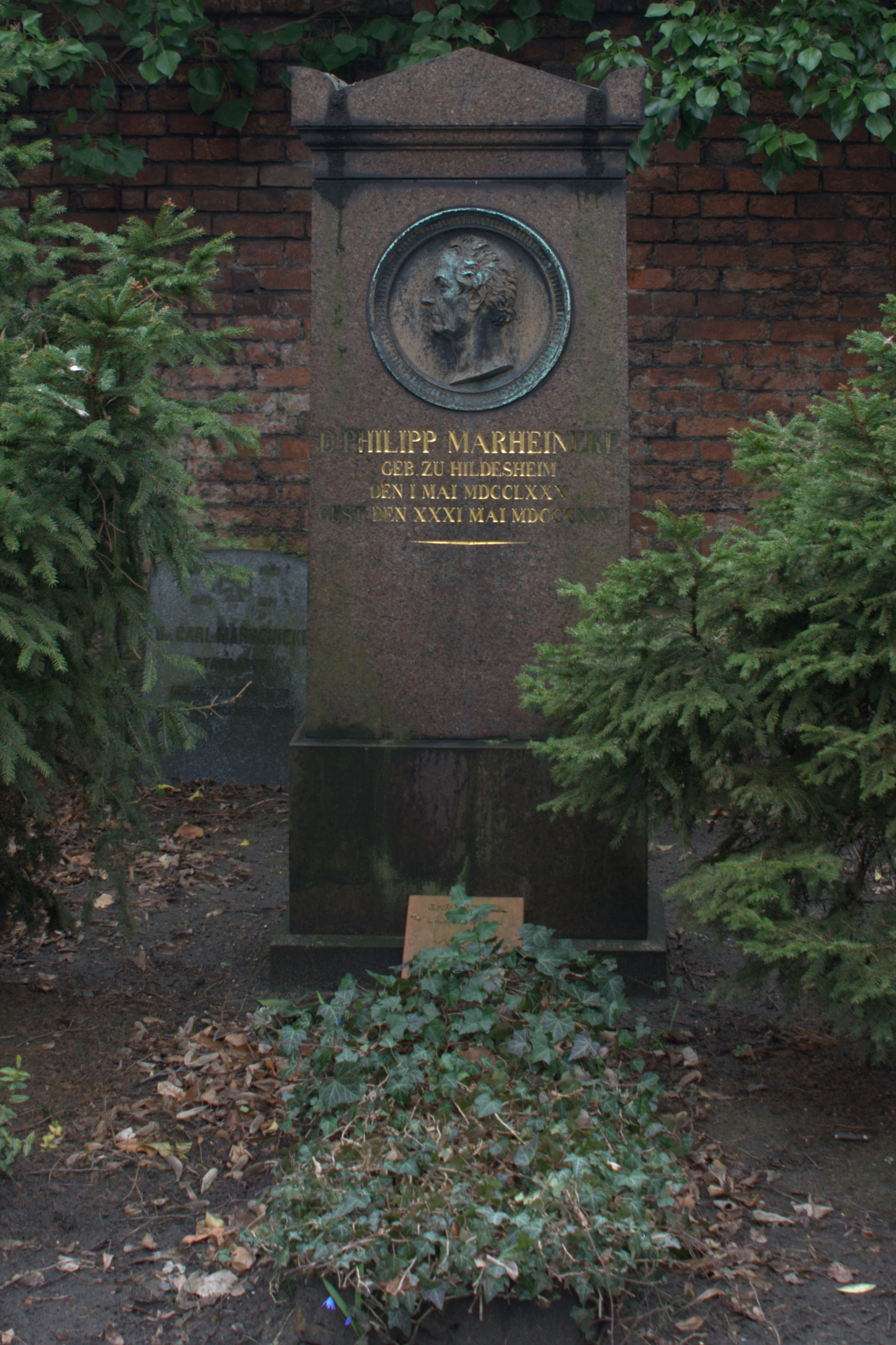
Marheineke síremléke

Philipp Konrad Marheineke (Hildesheim, 1780. május 1. – Berlin, 1845. május 31.) német protestáns teológus.

## Élete
1798-ban Göttingenbe ment teológiát tanulni. 1803-ban Erlangenben bölcsészetdoktori címet kapott és 1805-ben ugyanitt rendkívüli tanár és egyetemi hitszónok lett. 1807-ben Heidelbergben rendkívüli, két év mulva rendes tanár lett, míg végül 1811-ben a berlini egyetemen az egyház- és dogmatörténelem, egyházjog, szimbolika és a gyakorlati teológia, 1820-ban ugyancsak berlinben lelkész és 1821-ben főkonzisztóriumi tanácsos lett. 
Hirnevét Das System des Katholicismus in seiner symbolischen Entwicklung c. műve alapozta meg, melyben ő a szimbolika tudománynak új pályát nyitott. 1810-13-ban megírta Keresztény szimbolikáját, vagy a katolikus internánus, református és szociniánus tanfogalom történeti kritikáját.

## Művei
- Das System des Katholicismus in seiner symbolischen Entwicklung
- Institutioner symbolicae (1812)
- Szimbolika felolvasások (1848)
- A német reformáció története (1816)
- A reformáció rövid története (1846)
- Grundlehren der christlichen Dogmatik als Wissenschaft (1819-27)
- Vorlesungen über die Dogmatik (1847)
- Lehrbuch des christichen Glaubens für gymnasien (1823)
- System der theologischen Moral (1847)
- Entwurf der praktische Theologie (1837)